# Locomotiva FS E.550
La locomotiva E.550 è una locomotiva elettrica a corrente alternata trifase a frequenza ferroviaria delle Ferrovie dello Stato italiane.
Fu progettata nell'ambito dell'elettrificazione, decisa già nel 1905 da Riccardo Bianchi, della importantissima linea di valico dei Giovi che collegava Genova con le aree a Nord per il servizio sia merci che viaggiatori.

## Storia
Il successo ottenuto con l'esercizio trifase delle linee della Valtellina spinse le neo-costituite Ferrovie dello Stato a progettare l'applicazione del sistema alla linea di valico dei Giovi il cui esercizio a vapore si presentava sempre più problematico in conseguenza del sempre crescente aumento del traffico tra il porto di Genova e le città industriali del nord.
Nonostante l'uso delle potenti locomotive a vapore del gruppo 470, infatti, la capacità della linea era ormai giunta alla saturazione.
L'Ufficio Studi delle FS approntò lo studio della meccanica di un nuovo prototipo di locomotiva elettrica che venne commissionata alla Società Italiana Westinghouse di Vado Ligure; l'incarico della progettazione della parte elettrica fu affidato al più esperto specialista dell'epoca, l'ingegnere ungherese Kálmán Kandó, pioniere della trazione elettrica trifase. Il risultato fu il progetto di quello che sarebbe stato poi definito il Mulo dei Giovi, ovvero la 050 FS.
I lavori di elettrificazione della linea, a corrente alternata trifase a 3,6 kV e 16,7 Hz, iniziarono nel 1907 tra Pontedecimo e Busalla. L'esercizio elettrico ebbe inizio nel mese di marzo 1911 fino a Busalla; a fine anno venne esteso fino a Campasso, a novembre del 1913 a Sampierdarena e il 15 maggio 1916 alla stazione di Genova Piazza Principe. Il prototipo venne messo subito a collaudo e mise presto in evidenza la sua superiorità rispetto alle motrici sinora in servizio: in doppia trazione era in grado di trainare sulle rampe di valico ben 400 tonnellate contro le 310 di una doppia composizione di locomotive 470 e a velocità doppia (50 km/h) rispetto ad esse.
Grazie alle ottime prestazioni di queste macchine la capacità della linea poteva essere sensibilmente aumentata eliminando al contempo i seri problemi del fumo in galleria. Tra il 1908 e il 1921 vennero costruite 186 unità in quattro serie, divise in otto ordini di fornitura.

## Caratteristiche tecniche

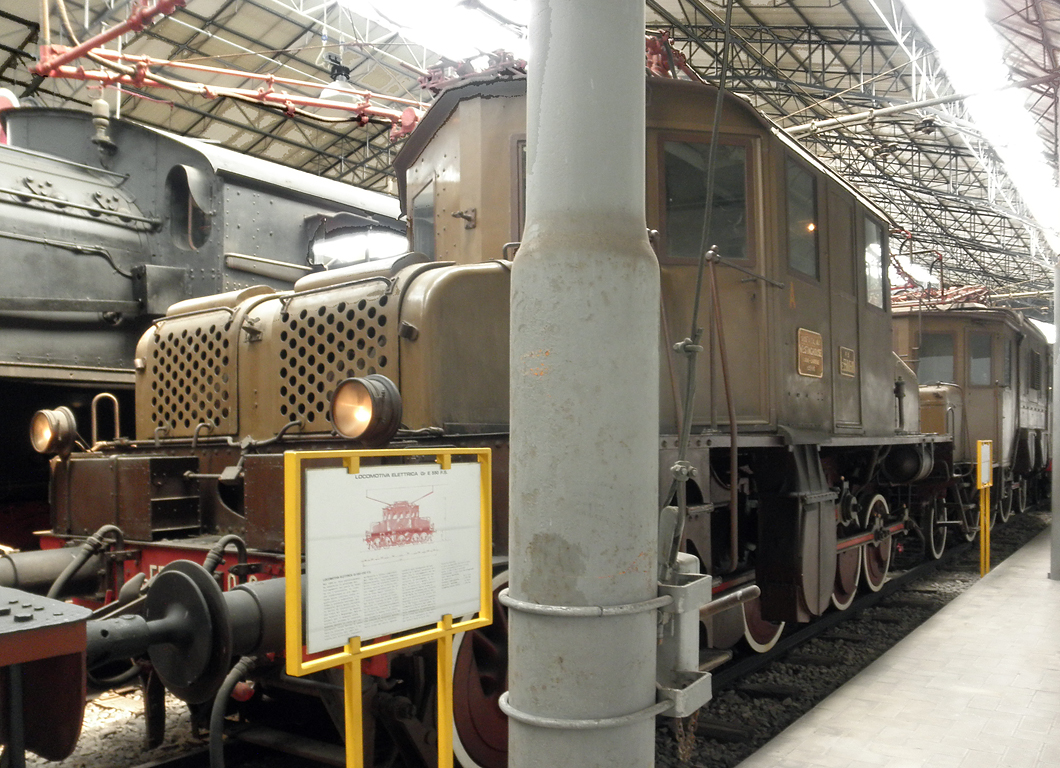
Locomotiva E.550 conservata al Museo della Scienza e della Tecnica di Milano

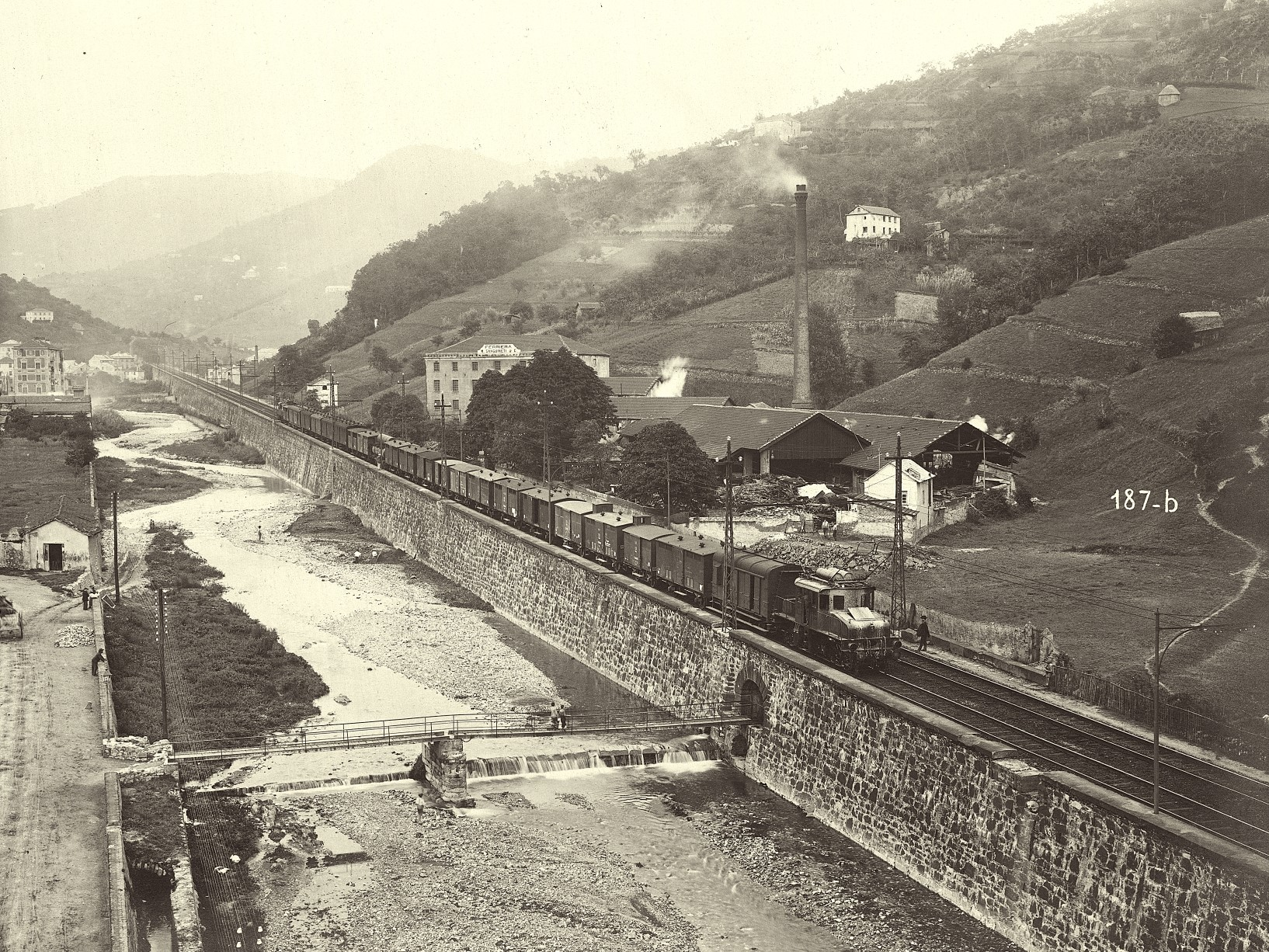
Treno merci con due E.550 a nord di Genova Pontedecimo. Una locomotiva è in testa, l'altra in coda al treno

### Parte meccanica
La locomotiva E.550, dalla cui evoluzione del progetto sono derivate negli anni le E.551, le E.552 e le E.554, aveva un rodiggio a cinque assi accoppiati per mezzo di biella motrice.
I tre assi centrali costituivano il passo rigido, mentre i due assi estremi erano dotati di scorrimento laterale di 20 mm per parte per meglio iscriversi nelle curve; allo stesso scopo, l'asse centrale aveva ruote prive di bordino.
Le ruote, tutte uguali e di piccolo diametro, erano del tipo in uso sulle locomotive a vapore, con contrappesi di equilibratura e manovelle a 90°: si trattava di una locomotiva adatta a servizi a bassa velocità per merci pesanti, o per convogli viaggiatori lenti.
I cinque assi accoppiati mediante biella ricevevano il moto dai due motori di trazione per mezzo di una speciale biella triangolare detta "giogo scozzese"; le bielle di accoppiamento degli assi estremi, spostabili, avevano perni di tipo sferico. Il telaio alloggiava i motori di trazione con dei supporti di tipo elastico.
Sul telaio rigido era montata la cassa composta di una cabina centrale con avancorpi alle due estremità.
L'impianto frenante della locomotiva era composto del freno ad aria compressa continuo automatico, del freno moderabile e del freno a mano.

### Parte elettrica
La parte elettrica era costituita da due motori a corrente alternata trifase, il cui circuito ne permetteva il collegamento elettrico in cascata (in serie) per l'avviamento e la marcia a bassa velocità e in parallelo per la marcia alla velocità più alta.
I collegamenti necessari venivano stabiliti mediante un controller a tamburo, mentre un reostato a liquido permetteva di limitare la corrente assorbita all'avviamento.
L'alimentazione di corrente elettrica avveniva per mezzo di due trolley a stanga montati sul tetto della cabina e sempre in presa contemporaneamente. Il trolley adottato per tutte queste locomotive venne fornito dalla Società Tecnomasio Italiano-Brown-Boveri.

### Comando multiplo
Le locomotive FS del gruppo 050 furono attrezzate per funzionare in doppia e tripla trazione a comando multiplo già prima del 1910. L'equipaggiamento, ideato dall'ingegner Kálmán Kandó, era basato su di un sistema di regolazione ad anello chiuso che prevedeva l'uso di soli cinque segnali elettrici trasmessi per mezzo di un cavo a ciascuna delle locomotive, che venivano così messe in grado di avviarsi in modo automatico con lo stesso valore di corrente impostato dal macchinista sulla macchina pilota.
Nonostante i perfezionamenti introdotti a partire dalla E.550.041, questo primo sistema di telecomando non trovò un impiego regolare perché, per evitare che gli sforzi di trazione superassero i valori allora ammessi dai ganci del materiale rimorchiato, si preferiva far lavorare in spinta la seconda locomotiva collocandola in coda al treno in una posizione che rendeva praticamente impossibile il collegamento elettrico con quella di testa.
Il comando multiplo, che continuò ad equipaggiare le locomotive E.550 per tutta la permanenza in Italia dell'ingegner Kandó, fu abolito a partire dalla E.550.131. Successivamente fu rimosso anche sulle unità precedenti, mettendo così fine alla sperimentazione di un sistema di avanguardia «nato troppo in anticipo sui tempi» (Erminio Mascherpa).

## Soprannomi
L'E.550 fu soprannominato "mulo dei Giovi" e anche, secondo il linguaggio epico del tempo, il "Mastodonte dei Giovi".

## Conversione in spartineve

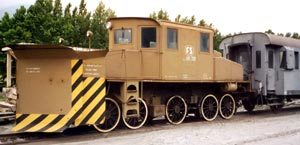
Una E.550 trasformata in carro Vnx 806

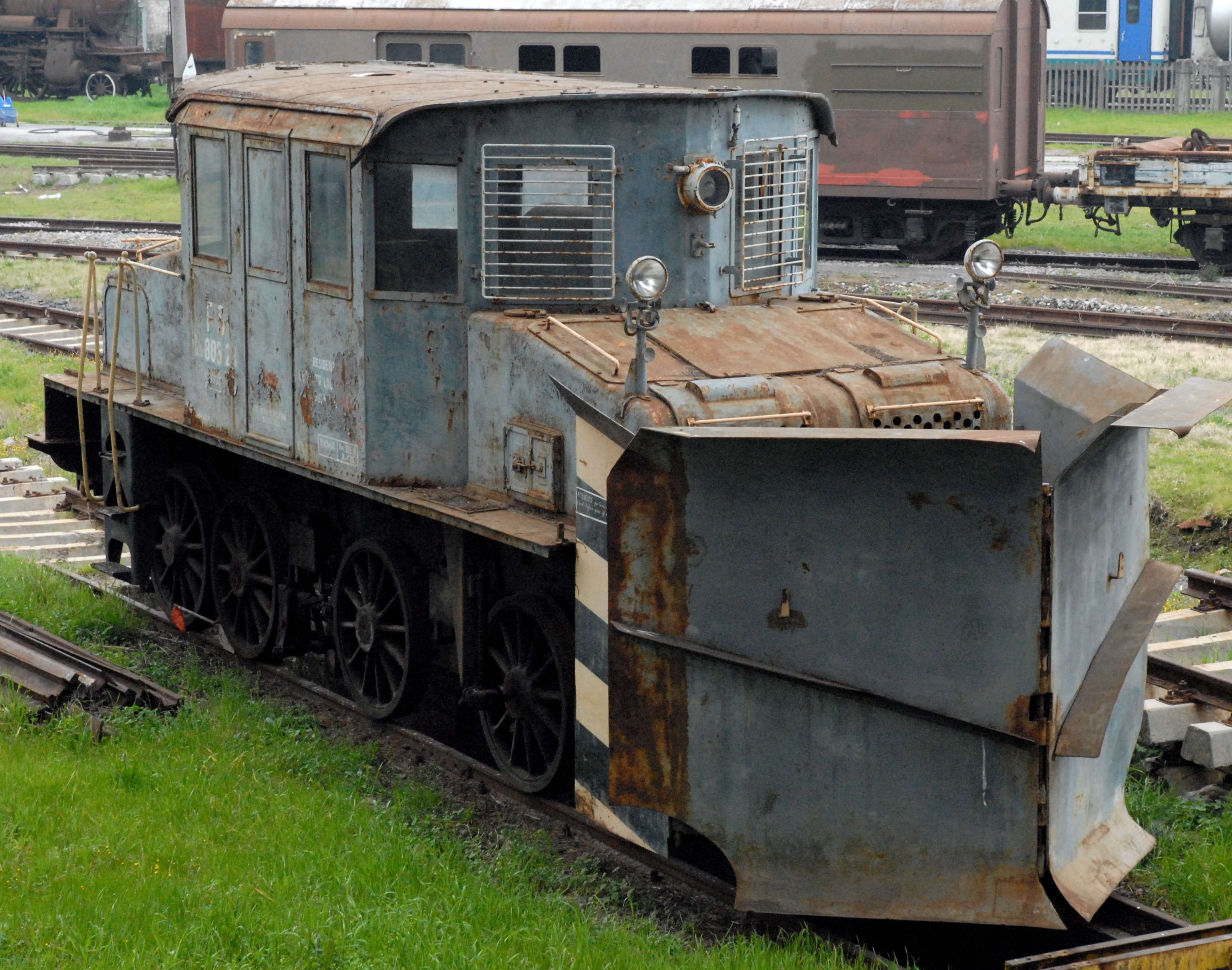
E.550 trasformata in carro Vnx in accantonamento a Pistoia

A metà degli anni cinquanta con i primi accantonamenti venne studiata la possibilità di usare il carro completo di cabina e demotorizzato per la costruzione di spartineve a vomere. Nel 1953 avvenne la modifica del locomotore E.550.023 a cura delle officine del Deposito locomotive di Bolzano trasformato con un vomere mobile. Tale mezzo svolse servizio dal 1955 al 1965 sulla linea del Brennero.
Nel 1955 le locomotive E.550.086 ed E.550.115 vennero demotorizzate e trasformate assumendo la classificazione Vnx 806 e numerate 201 e 202. Tra il 1963 e il 1966 altre 12 unità vennero demotorizzate e trasformate in carri spartineve Vnx 806.210-806.222. In seguito fu trasformata in carro spartineve anche la E.550.023.

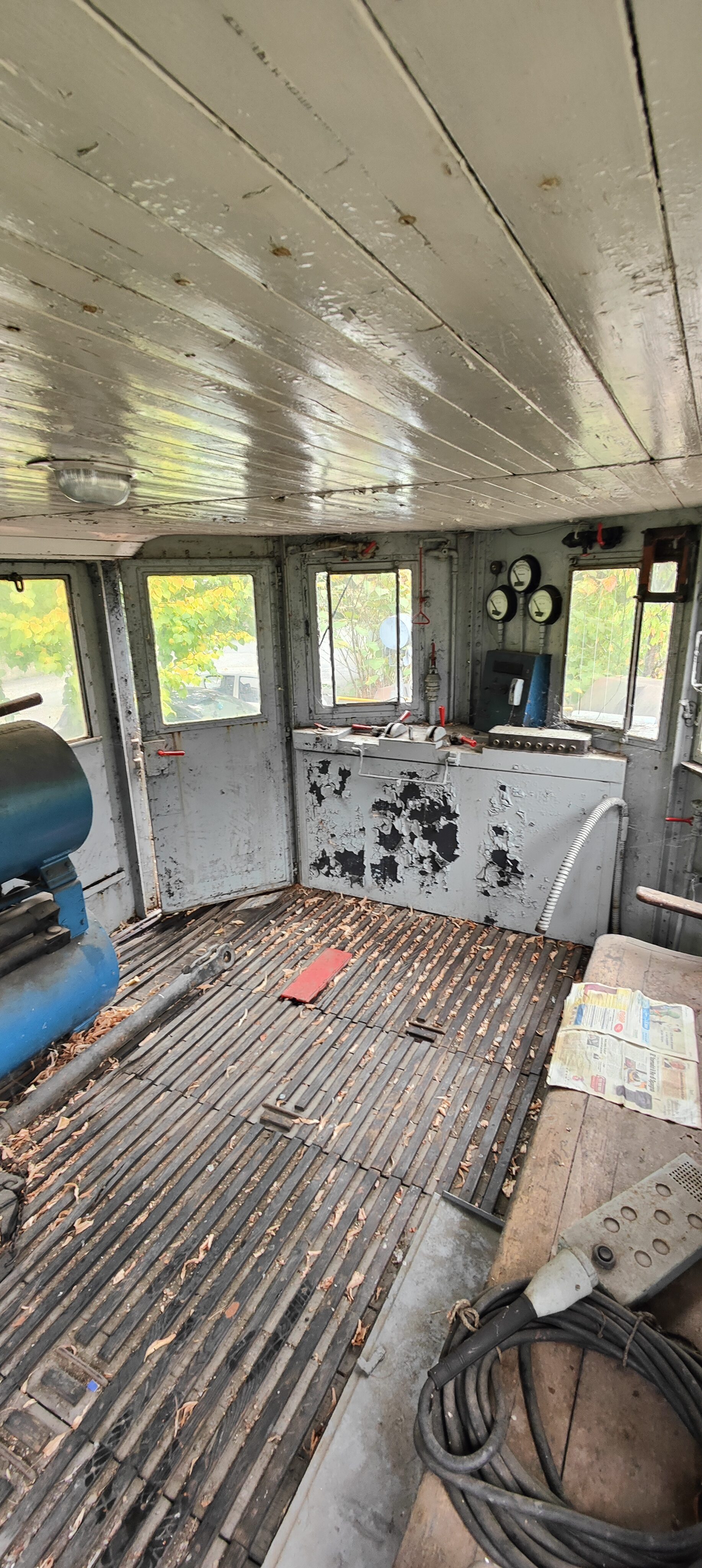
Interno del carro Vnx 806.215 ad Arvier (foto sett. 2022)

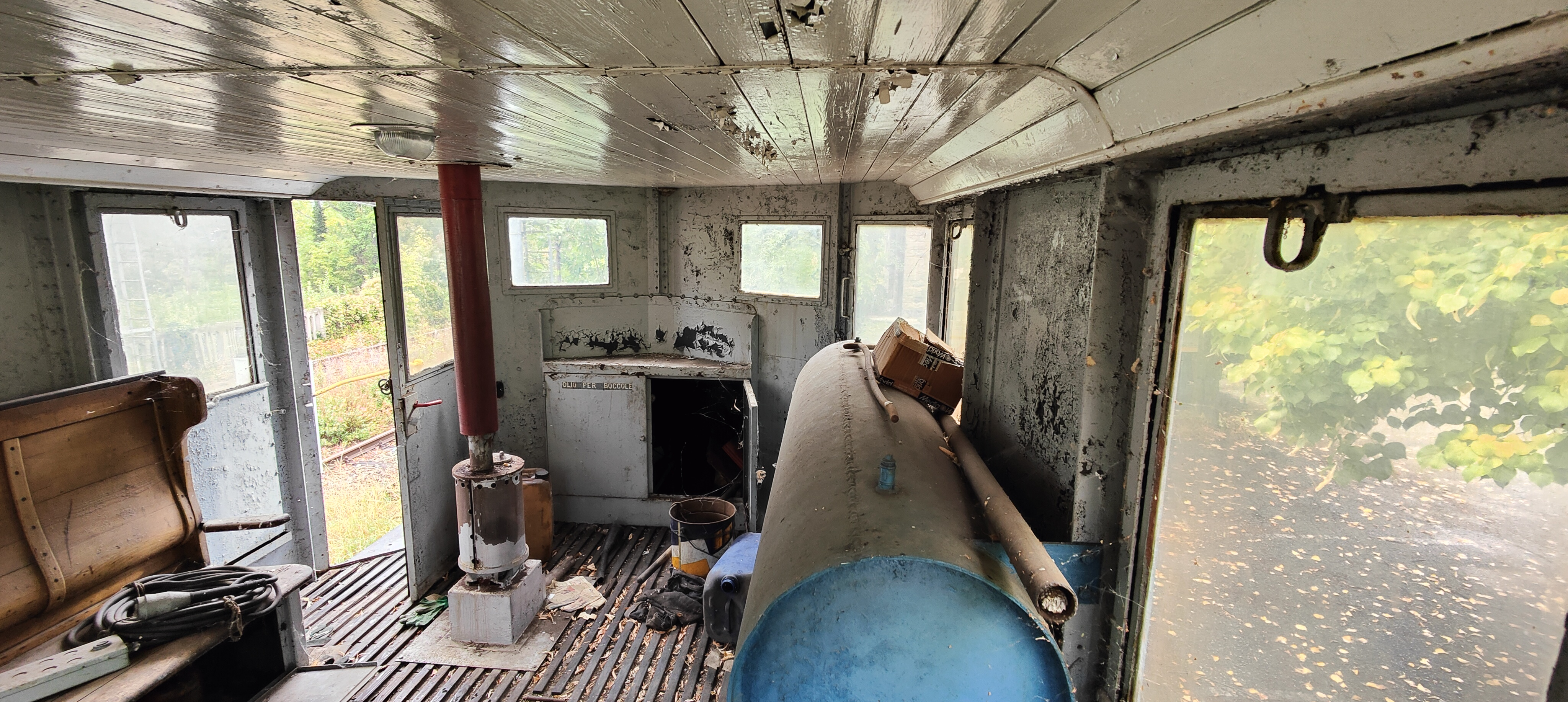
Altro lato interno (con stufa) del Vnx806.215 (foto sett. 2022)

## Esemplari conservati

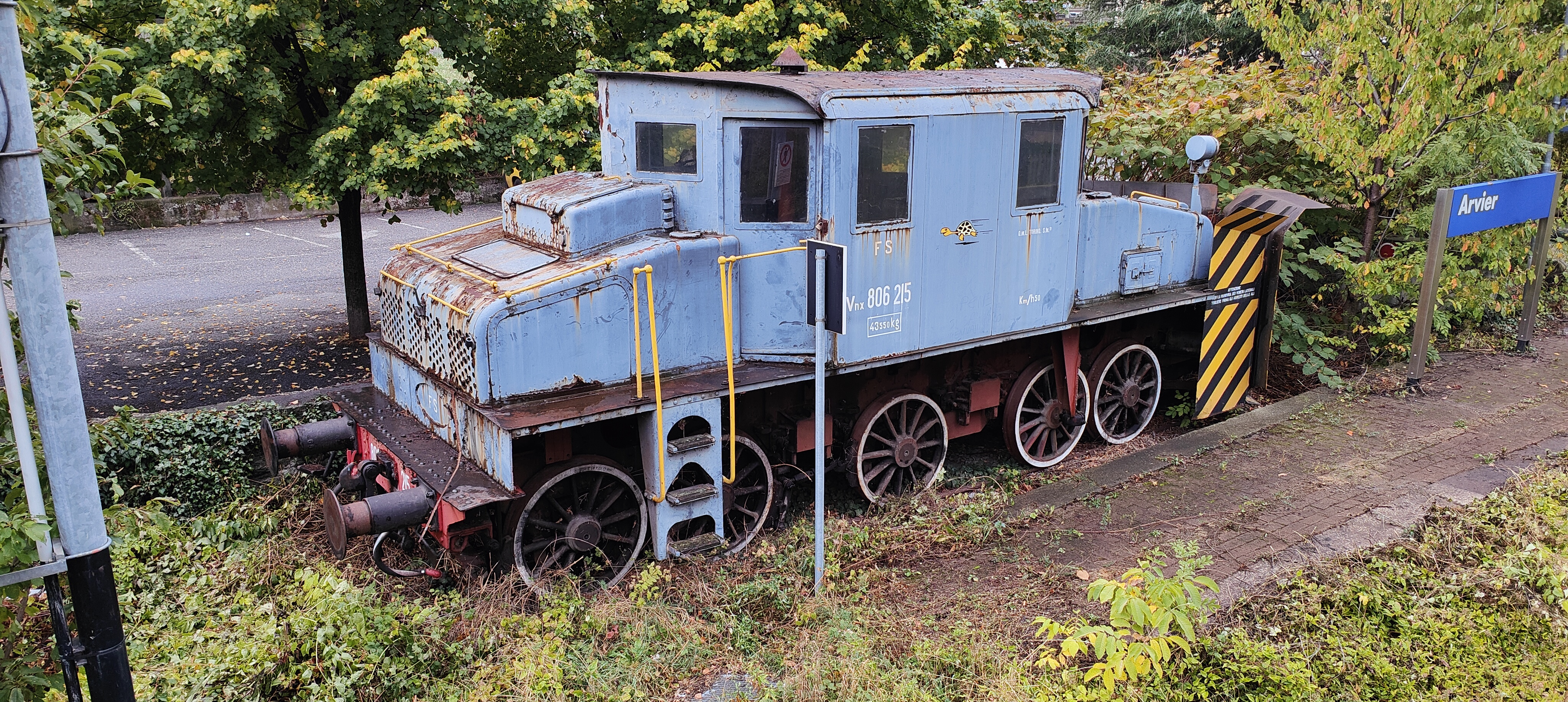
Carro spazzaneve Vnx 806 215 alla stazione di Arvier (foto Sett. 2022)

- Un esemplare trasformato in carro Vnx 806 è conservato presso il Museo del trasporto ferroviario attraverso le Alpi di Bussoleno.
- Un esemplare trasformato in carro Vnx 806.021, ottenuto dalla trasformazione della E 550.115, è conservato al Museo ferroviario di Trieste Campo Marzio.
- Un altro trasformato in carro spartineve Vnx 806 si trova in stato di parziale conservazione alla Rimessa Ferroviaria di Pistoia.
- L'esemplare trasformato in carro Vnx 806.221 è stato acquisito dal Museo ferroviario piemontese di Savigliano che ne ha curato il completo restauro estetico interno ed esterno nel 2010.
- Esiste poi un carro spazzaneve Vnx 806.215 (ricavato dalla E550 178) accantonato alla stazione di Arvier sulla linea Aosta-Pré Saint Didier, dopo la rottura di un asse avvenuta a La Salle nella notte fra il 4 e 5 dic. 2010.

- L'esemplare trasformato in Vnx 806.213 si trova monumentato presso la stazione di Calalzo-Pieve di Cadore-Cortina, nel 2023 è stato sottoposto a un processo di restauro estetico conservativo da parte di Fondazione FS Italiane.[3]

## Conservazione museale
- La locomotiva E.550.025 è conservata presso il museo di St. Louis (USA). Locomotiva di proprietà Museo ferroviario piemontese, per trasferirla a Savigliano nella sede espositiva del Museo, sono state indette raccolte di fondi per il rimpatrio via mare, per informazioni consultare la pagina ufficiale del Museo Ferroviario Piemontese.
- La locomotiva E.550.030 è conservata in esposizione al Museo della Scienza e della Tecnologia di Milano.